# Simonestus occidentalis
Simonestus occidentalis is een spinnensoort uit de familie van de loopspinnen (Corinnidae).
De wetenschappelijke naam van de soort werd in 1953 als Diestus occidentalis gepubliceerd door Ehrenfried Schenkel-Haas.